# تپه پامیل (ک - ۳۱)
تپه پامیل (ک - ۳۱) مربوط به دوران پیش از تاریخ ایران باستان است و در شهرستان کنگاور، روستای خمین آباد واقع شده و این اثر در تاریخ ۲۴ فروردین ۱۳۸۲ با شمارهٔ ثبت ۸۱۰۵ به‌عنوان یکی از آثار ملی ایران به ثبت رسیده است.